# مایکل مورسی
مایکل مورسی (انگلیسی: Michaël Murcy؛ زادهٔ ۱۸ سپتامبر ۱۹۷۹) بازیکن فوتبال اهل فرانسه است.
از باشگاه‌هایی که در آن بازی کرده‌است می‌توان به باشگاه فوتبال شاندونگ تایشان، باشگاه فوتبال کلرمون فوت، باشگاه فوتبال پلیس یونایتد، باشگاه فوتبال پاریس، و باشگاه فوتبال اسبیرگ اشاره کرد.